# André Allard l'Olivier
 (octobre 2019).
André Allard l'Olivier né le 3 décembre 1913 à Paris et mort le 23 mars 1985 à Luxembourg est un poète et écrivain belge.

## Biographie
André Allard l'Olivier est né à Paris en 1913, fils aîné du peintre Fernand Allard l'Olivier et de Juliette Rossignol, française. En 1920 il déménage avec ses parents à Bruxelles, où il va passer sa jeunesse et où il fait ses études secondaires. Son père meurt au Congo en 1933, et il arrête alors les études en Sciences-Politiques qu'il avait entreprises à l'université.
Entre 1935 et 1939, il fait son service militaire, travaille un moment à Paris, et fréquente les milieux littéraires belges. Il y fera la connaissance du poète Géo Norge, de Georges Sion, de Jean Mogin, Jean Tordeur et Charles Bertin, avec qui il gardera des liens forts tout au long de sa vie. Il fait partie avec Géo Norge du comité de lecture de la revue littéraire Les Cahiers blancs.Dans le premier numéro de 1936, paraît Introduction à l'Imminent, qu'il signe en reprenant le pseudonyme d'artiste de son père. La même année, il publie une pièce de théâtre PIntazim. C'est également durant cette période qu'il se convertit au catholicisme.
En 1940, il est fait prisonnier et envoyé au Stalag X-A dans le Schleswig-Holstein. Il reste cinq ans en captivité, et rentre en Belgique en 1945.
En 1947 ce sont les Fragments à Lysis, pensées écrites durant sa captivité qui sont publiées. Cette même année, il part au Congo, nommé responsable de l'Agence de presse Belga. Parallèlement à son travail de journaliste, il travaille à des écrits philosophiques, de métaphysique, et sur René Guénon, qu'il a l'occasion de rencontrer en Égypte avant sa mort, rencontre mentionnée par Xavier Accart dans son livre L'Ermite de Duqqi Il publie plusieurs articles sur ce dernier, ainsi qu'une Introduction à la philosophie extrême-orientale en 1954.
En 1955, atteint de tuberculose, il doit quitter le Congo et rentrer en Belgique se faire soigner. Il intègre en 1957 la  Communauté européenne du Charbon et de l'Acier et déménage avec sa famille à Luxembourg. Il travaille durant de longues années à L'Illumination du cœur, qu'il publie en 1977 aux Editions traditionnelles. Il termine un manuscrit intitulé Au cœur de René Guénon, le Christ et la gnose qui ne sera jamais publié de son vivant, mais qui a depuis été mis en ligne par ses ayants droit.
Malade et affaibli depuis plusieurs années, il meurt en 1985, alors qu'il travaille à un livre sur l'Eurythmologie.

## Publications
Poésie

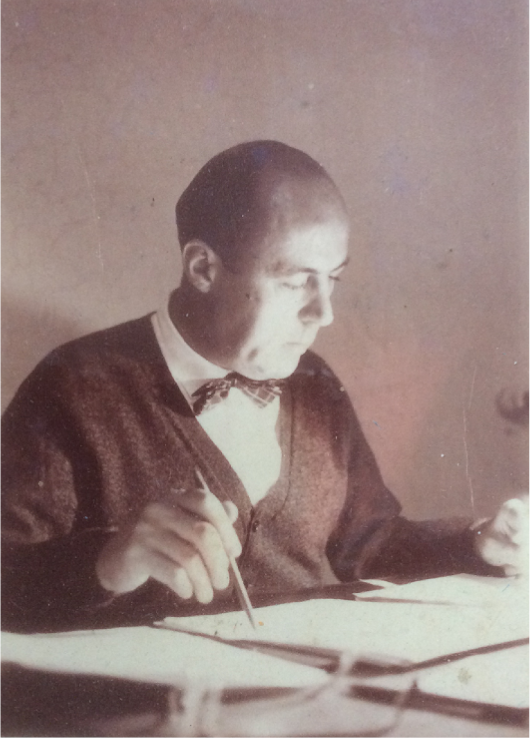
Au travail...

- Les Luminaires, 1939-1955, Poètes de notre temps, Regain, Monte-Carlo no 151, 1955
- Les Sept Chants de la plénitude et de la fin, Union africaine des Arts et Lettres, Léopoldville, 1953, Illustrations de Lucien Jorez
- Stances de l'ignorance sagace, revue Audace, 15e année no 4, Bruxelles, 1969
- Poèmes perdus et retrouvés, ou La Connaissance du soir, Luxembourg, 1979, Poèmes précédés d'un Commentaire de Norge

Théâtre
- Pintazim, Les Cahiers du journal des poètes, Bruxelles, 1936

Essais
- Fragments à Lysis, Charles Dessart, Bruxelles, 1946
- L'Illumination du cœur, Editions traditionnelles, Paris, 1977

Articles
- Introduction à l'Imminent, Les Cahiers blancs no 1, Bruxelles, 1936[1].
- Rencontre avec Guénon, revue Jeune Afrique (Cahier de l'Union africaine des arts et des lettres), 5e année no 12; 1er trimestre 1951.
- René Guénon, revue Synthèses no 64, Bruxelles, septembre 1951.
- La notion de tradition chez Guénon, France-Asie no 80, Saigon, janvier 1953

Manuscrit inédit
- Au cœur de René Guénon, le Christ et la gnose, sur le site http://andreallardlolivier.net